# Zabezpieczenie ziemnozwarciowe
Zabezpieczenie ziemnozwarciowe przeznaczone jest do zabezpieczania układów zasilania trakcji elektrycznej prądu stałego z izolowanymi względem ziemi oboma biegunami.
W zależności od wykonania zabezpieczenie stosowane jest w podstacjach trakcyjnych kolejowych i stacjach trakcyjnych tramwajowych. Urządzenie zapewnia wyłączenie zwarć doziemnych na poziomie znacznie niższym niż gwarantuje to podstawowe zabezpieczenia nadprądowe stacji. Zastosowanie urządzenia w stacjach trakcyjnych zapewnia:
- ochronę przeciwporażeniową,
- wyłączanie wszystkich zwarć doziemnych,
- wyłączanie podstacji trakcyjnej w przypadku przerwania kabli powrotnych,
- ograniczenie prądów błądzących.